# Inspiration (butikskæde)
 For alternative betydninger, se Inspiration. (Se også artikler, som begynder med Inspiration)
Inspiration var en dansk isenkramkæde, der bestod af 45 butikker (pr. marts 2010). Kæden omsatte for 800 mio. kr. (2008) og beskæftigede ca. 500 medarbejdere.
Kæden blev etableret af 15 selvstændige isenkræmmere i 1982, der ønskede at udvikle et butikskoncept, der omfattede mere og andet end traditionelle isenkrambutikker. Butikkerne var fortsat ejet af de enkelte isenkræmmere, men kæden forestod markedsføringen, bl.a. et årligt julekatalog. Fra 1997 omfattede sortimentet en del egne mærker, ligesom Inspiration også var eneforhandler af visse udenlandske mærker. I 2008 blev kæden opkøbt af kapitalfonden Capidea samt nogle mindre aktionærer. Niels Thorborg blev samtidig bestyrelsesformand.
I 2016 havde Inspiration en omsætning på en halv mia. kr., men der var et underskud på 16 mio. kr. og en negativ egenkapital på 19 mio. kr. Det blev aftalt at fusionere med den konkurrerende kæde Imerco, men det ville myndighederne ikke tillade af konkurrencemæssige grunde. I stedet fik Imerco lov til at overtage 25 af Inspirations butikker i 2017. De resterende 20 butikker skiftede navn til Værsgo og fik samtidig lov til at være mere individuelle. I 2019 blev 11 Værsgo-butikker solgt til Kop & Kande, mens resten blev lukket.